# Кадобнянська сільська рада
| Кадобнянська сільська рада — орган місцевого самоврядування у Калуському районі Івано-Франківської області з адміністративним центром у с. Кадобна. Утворена 13 березня 1992 року. Водоймища на території, підпорядкованій даній раді: річки Потік, Фурнилів. Сільській раді підпорядковані населені пункти: - с. Кадобна |

## Склад ради
Рада складається з 16 депутатів та голови.

### Керівний склад ради
| ПІБ                      | Основні відомості                                                                       | Дата обрання | Дата звільнення |
| ------------------------ | --------------------------------------------------------------------------------------- | ------------ | --------------- |
| Пастух Василь Васильович | Сільський голова, 1964 року народження, освіта, член Конгресу Українських Націоналістів | 26.03.2006   | 31.10.2010      |
| Пастух Василь Васильович | Сільський голова, 1964 року народження, освіта, безпартійний                            | 31.10.2010   |                 |

Примітка: таблиця складена за даними джерела